# Montan (trobador)
|  | Aquest article tracta sobre trobador. Vegeu-ne altres significats a «Montan». |

Montan (fl. mitjan s. XIII) fou un trobador occità, potser provençal. Se'n conserven només quatre composicions.

## Vida
No es tenen notícies d'aquest trobador. El nom amb el qual és conegut sembla ser un renom, potser obscè (seria una forma del verb muntar; en la tençó, la dama es declara atreta pel seu nom). La tençó esmentada és fingida, de to obscè, entre el trobador i una dona: Eu veing vas vos, Seingner, fa[u]da levada (la primera estrofa l'inicia la dama: la segona, el trobador, Et eu vas vos, Dompn', ab braga bassada). És una de les peces més explícites del corpus trobadoresc i per això el trobador no va ser editat fins relativament tard (de fet, l'edició de Cluzel no inclou la traducció d'aquesta peça). Les altres poesies d'aquest autor tenen un to diferent, cosa que fins i tot ha fet dir que serien d'un altre trobador: Cascus deu blasmar sa follor és una cobla on explica que els bons amics, com a tals, han de criticar el que facin de malament els seus amics. L'intercanvi de cobles amb Sordel, que altrament permet datar l'activitat literària de Montan, critica els barons que no s'atenen a la paraula donada. Finalment, Vostr' alens es tant putnais és una cobla que conté una virulenta invectiva contra una dama ja no jove ni atractiva "que podries ser la mare del vell de mon pare".
Montan és mencionat en un poema de Ramon de Rosselló, cosa que ha permès, de retruc, datar l'activitat literària de Ramon de Rosselló.

## Obra
- (306,1)[2] Cascus deu blasmar sa follor
- (306,2) Eu veing vas vos, Seingner, fa[u]da levada
- (306,3 = 437,8) (Be·m) Meraveill me com negus honratz bars (intercanvi de cobles amb Sordel)
- (306,4) Vostr' alens es tant putnais

### Repertoris
- Alfred Pillet / Henry Carstens, Bibliographie der Troubadours von Dr. Alfred Pillet […] ergänzt, weitergeführt und herausgegeben von Dr. Henry Carstens. Halle : Niemeyer, 1933 [Montan és el número PC 306]